# エンディングアニメーション
エンディングアニメーションとは、映画・テレビアニメ・ゲームなどの映像作品やイベントなどのエンディング用のアニメーションのこと。略書は「EDアニメ」。

## 概要
EDアニメは、主題歌などにのせてクレジットタイトルを流す。そのため、画面にはクレジットを入れるための大きなスペースが取られ、アニメーションの動きは比較的少ない。止め絵やイラストのみのが使用される場合もある。
EDアニメが挿入されるタイミングは大きく分けると、
- 本編終了後、続けて流れる
- 本編終了後、CMを挟んでから流れる

の二種類になる。
また本編の後半からEDが流れ始めてそのままEDに流れるケースも増えてきている。
オープニングアニメーションと比較すると感慨深く、どこか静けさを感じる曲が起用されることが多い。アクションやロボットアニメではヒロインの心情など、メッセージ性が強調されており、どちらかと言えば勢いやカッコよさを追求したOPよりもじっくり物語に浸っている仕様が多い。OPはこれから作品が始まることを示すためにあるのに対し、EDは基本的には担当声優などのテロップ表示のために存在している。そのためOPで全てのテロップをまとめて表示するアニメにはEDが存在しないことも多い。また敵役など、主人公以外の登場人物をテーマにした映像・曲が扱われる例もある（タイムボカンシリーズの各作品での3悪など。）。
オープニングアニメーション同様、子供向けの作品を除き、主題歌の歌詞テロップが表示されなくなっている。また、初回はエンディングテーマが挿入されないことが多い。

## EDアニメの例
- 本編の総集編（アニメ『名探偵コナン』など多数）
- 簡単な構図で、同じ動きの繰り返し（同じポーズを取ったまま・歩く・走る・踊る…など）
- イラストのパン移動（縦・横・拡大縮小）
- 実写映像（アニメ『彼氏彼女の事情』『けものフレンズ』劇場版『名探偵コナン』など）
- 少ないコマ数で撮影（紙芝居調）
- 3DCG（アニメ『とっても!ラッキーマン』『ケロロ軍曹』など）
- スタッフロールと平行してエンドアニメ中に次回予告と統合する形で行う（アニメ『ハイスクール!奇面組』『機動新世紀ガンダムX』『結界師』『ながされて藍蘭島』など）
- 人形劇
- 本編とはあまり関係のないもの（アニメ『けいおん!』『ラブライブ!』など多数）
- ダンス（アニメ『涼宮ハルヒの憂鬱』『フレッシュプリキュア!』以降のプリキュアシリーズなど）
  - 夏期間中に限り、テーマソングが盆踊り・音頭調の曲に変更された場合、その踊り方が映像になる場合もある。大半のファミリー・一般向けアニメに多く観られる。
- クレイアニメ（ufotable制作作品等）